# Трегубов Микита Михайлович
Микита Михайлович Трегубов (рос. Никита Михайлович Трегубов) — російський  скелетоніст, олімпійський медаліст, призер чемпіонату світу й чемпіонатів Європи. 
Срібну олімпійську медаль Трегубов виборов на Пхьончханській олімпіаді 2018 року. 

## Зовнішні посилання
- Досьє на сайті IBSF [Архівовано 16 лютого 2018 у Wayback Machine.]

## Виноски
1. ↑  Men's results (PDF). Архів оригіналу (PDF) за 17 лютого 2018. Процитовано 20 квітня 2018. [Архівовано 2018-02-17 у Wayback Machine.]